# Абделлауи, Аюб
Аюб Абделлауи (род. 16 февраля 1993, Регая, Алжир) — алжирский футболист, защитник клуба «МК Алжир».

## Клубная карьера
Аюб Абделлауи — воспитанник алжирского клуба «УСМ Алжир». 17 мая 2014 года он дебютировал в алжирской Лиге 1, выйдя на замену во втором тайме гостевого поединка против команды «ЖСМ Беджая». В сезоне 2014/15 Абделлауи стал появляться на поле в матчах Лиги 1 лишь с апреля. В чемпионате 2015/16 он провёл 17 игр за «УСМ Алжир».
В январе 2018 года Абделлауи заключил трёхлетний контракт со швейцарским клубом «Сьон», к которому присоединился в июле того же года.

## Карьера в сборной
Аюб Абделлауи входил в состав молодёжной сборной Алжира, занявшей последнее место в своей группе на домашнем чемпионате Африки среди молодёжных команд до 20 лет 2013 года. Он также был членом молодёжной сборной Алжира, занявшей второе место на чемпионате Африки среди молодёжных команд 2015 года в Сенегале, проведя все пять матчей своей команды на турнире.
Аюб Абделлауи был включён в состав олимпийской сборной Алжира, игравшей на футбольном турнире Олимпийских игр 2016 года в Рио-де-Жанейро. На этом соревновании он провёл два матча: выйдя на замену в первом тайме поединка против олимпийской сборной Гондураса и в основном составе в следующем матче против аргентинцев, в котором был удалён на 67-й минуте за вторую жёлтую карточку.